# Пелчиська (Поддембицький повіт)
Пелчиська (пол. Pełczyska) — село в Польщі, у гміні Вартковиці Поддембицького повіту Лодзинського воєводства.
Населення — 285 осіб (2011).
У 1975-1998 роках село належало до Серадзького воєводства.

## Демографія
Демографічна структура станом на 31 березня 2011 року:
|          | Загалом | Допрацездатний вік | Працездатний вік | Постпрацездатний вік |
| -------- | ------- | ------------------ | ---------------- | -------------------- |
| Чоловіки | 135     | 34                 | 79               | 22                   |
| Жінки    | 150     | 33                 | 82               | 35                   |
| Разом    | 285     | 67                 | 161              | 57                   |